# Ауграбіс
Аугра́біс — водоспад на річці Оранжева в ПАР, за 500 км від гирла. Висота 146 м (за іншими даними це висота вільного падіння води, а загальна висота водоспаду — 190 м).